# Слива (планина)
Слива (на гръцки: Βροατσέρια, на албански: Sllivë или Slliva) е планина в Долна Преспа, гранична между Албания и Гърция. Планината на практика е хребет на Сува гора.

## Описание
Планината е разположена в Преспа, между Голямото Преспанско езеро на север и Малкото Преспанско езеро на юг на 853 m. Гръцката част на планината е в Национален парк „Преспа“ и е включена в мрежата от защитени зони Натура 2000. По планината минава албано-гръцката граница - гранични пирамиди № 10 - 19. Най-високият връх е едноименният Слива (Вроацерия), 1414 m (гранична пирамида № 12), който е на албанска територия. На север проходът Урида го отделя от хребета Калугер. Планината има посока север - юг. На запад са албанските села Церие, Ракицка и Шуец на брега на Малкото Преспанско езеро, а на изток на гръцка територия са руините на Орово (Пиксос, 1080 m), село Граждено (Врондеро, 1100 m) и руините на Търново (Анкатото).
Съставена е от варовикови скали.
| Име      | Име                            | Височина | Местоположение         | Държава |
| -------- | ------------------------------ | -------- | ---------------------- | ------- |
| Слива    | Sllivë, Βροατσέρια, Βροαστέρια | 1414 m   | гранична пирамида № 12 | ,       |
| Анторахи | Ανθορράχη                      | 1311 m   | гранична пирамида № 17 | ,       |
| Гапан    | Gogozit, Γκογκόζιτ, Γάπαν      | 1326 m   | гранична пирамида № 18 | ,       |
| Голина   | Golinë, Γκολίνα, Γκολίνες      | 1402 m   | гранична пирамида № 14 | ,       |
| Елафи    | Ελάφι                          | 1280 m   |                        |         |
| Мизес    | Mizes Madhe, Μίζες             | 1356 m   | гранична пирамида № 19 | ,       |
| Уринда   | Ουρίντα                        | 1155 m   | гранична пирамида № 10 | ,       |